# West Star
West Star ("Stella d'Occidente") era il nome in codice militare della NATO del bunker segreto del Comando Forze Terrestri Alleate del Sud Europa situato ad Affi in provincia di Verona. Tale nome fu scelto perché concepita in piena guerra fredda, per contrapporla al concetto di Stella rossa.

## Storia
Scavato nella roccia del monte Moscal, il bunker fu progettato tra il 1958 e il 1960, costruito tra il 1960 e il 1966. Nel luglio di quell'anno vi fu l'inaugurazione operativa della base e l'arrivo dei militari. Fungeva da posto comando con centro trasmissioni strategico e controllo per l'organizzazione e la direzione delle esercitazioni NATO nello scacchiere nord orientale italiano.
Fino al 1999 il sito rimase sotto la responsabilità del Comando Forze Terrestri Alleate del Sud Europa di Verona. In seguito passò al CAIS (Comando alleato interforze sud), sempre a Verona, fino allo scioglimento del comando, il 1º luglio 2004. Da allora il sito venne affidato al JFCNP (Allied Joint Force Command Naples) e la sua manutenzione venne affidata allo SDNEI di Verona (Support Detachment North East Italy). L'ultima esercitazione che avvenne in questa base fu quella del novembre 2004.
A causa delle mutate esigenze operative è stato dismesso dalla NATO nel corso del 2007. Dalla dismissione della NATO nel 2007 al 2018, è stato gestito dal V Reparto Infrastrutture della difesa italiana con sede a Padova.
Persa la sua valenza strategico-militare, nel febbraio 2010 la giunta della Regione Veneto ha stanziato 300 000 euro, per "la valorizzazione turistica culturale del rifugio anti-atomico denominato West Star di Affi".
Nel marzo 2018 la proprietà demaniale è passata al comune di Affi, che intende farne un museo sulla Guerra Fredda.

## Struttura
Con i suoi 13.000 metri quadrati di estensione è stato il bunker più grande d'Italia ed era in grado di ospitare in caso di guerra circa 500 persone, tra civili e militari. L'impianto doveva servire da comando in caso di attacchi nucleari, chimici e batteriologici. La base era anche dotata di protezioni elettromagnetiche (EMP) per la sicurezza delle comunicazioni. Doveva offrire un sicuro rifugio al comando operativo congiunto nello scacchiere nord-orientale italiano (con sede a Verona) e quindi poter ospitare in sicurezza lo stato maggiore.
Anche in tempo di pace era operativo 24 ore su 24.
Il Comando si avvaleva per esigenze operative anche del bunker di Monte San Michele situato a Cavaion Veronese o di quello di Grezzana denominato in codice Nato, Back Yard.
West Star in caso di guerra sarebbe stato la sede di due importanti comandi Nato della Regione Sud, COMLANDSOUTH di Verona, le Forze Terrestri Alleate Sud Europa (FTASE), e COMFIVEATAF, la 5ª ATAF (Allied Tactical Air Force) di Vicenza, le forze aeree alleate in Italia; inoltre, vi risiedevano anche le delegazioni permanenti di COMNAVSOUTH, il Comando navale alleato, COMSTRIKEFORSOUTH, il Comando della Sesta Flotta americana del Mediterraneo, oltre al rappresentante dell'US Marine Corps. Gli ufficiali, in tempo di guerra e in esercitazione, si riunivano ogni giorno alle ore 17.00 nel Joint Command and Operation Centre (JCOC), il Centro di Comando Operativo NATO Interforze, per discutere dell'andamento delle operazioni di guerra del giorno dopo.
Per permettere a COMLANDSOUTH e alla COMFIVEATAF di poter operare dai centri di pace di Verona e dal Posto Comando Protetto, West Star, West Star era un centro nodale telecomunicazioni tra i più importanti d'Europa. Il Reparto che gestiva le telecomunicazioni, fino al 1999, era il Gruppo Misto Telecomunicazioni FTASE/5ª ATAF (GMT FTASE/5ª ATAF - JSG LS/5 ATAF) comandato da un Tenente Colonnello italiano, due anni dell'Esercito e due dell'Aeronautica. Il personale era costituito prevalentemente da italiani dell'Esercito e dell'Aeronautica e alcuni Sottufficiali Statunitensi. Nel 1999, con la costituzione del CAIS, il GMT FTASE/5ª ATAF diventò Allied Signal Group Verona (ASG Verona). Il Comandante, responsabile della parte pianificazione, era il Capo Ufficio Trasmissioni, Colonnello dell'Aeronautica Statunitense, il Vice Comandante, responsabile dell'operatività e Comandante di Corpo del personale Italiano, era un Tenente Colonnello dell'Esercito Italiano. Il personale alle dipendenze dell'ASG diventò 50% italiano e 50% alleato da tutti i paesi NATO 
A West Star l'attività operativa in tempo di pace si svolgeva su 24 ore con due turni da 12 ore: Day Shift dalle 08.00 alle 20.00 e Night Shift dalle 20.00 alle 08.00. La struttura molto all'interno della montagna è stata pensata come un rifugio antiatomico. La base aveva tre ingressi, alfa, beta e quello di emergenza. L'entrata Alfa, quella oltre il cancello nel bosco, era collegata con l'entrata Beta tramite un tunnel di 1.000 metri circa di lunghezza. Il tunnel (che terminata a T da ambo i lati), era normalmente percorso con un trenino elettrico o, in alternativa e in caso di elevato traffico, con pulmini e vetture munite di motore a scoppio. I mezzi con motore endotermico entravano dall'ingresso Beta e uscivano dall'Alfa, a motore spento, sfruttando la discesa della galleria. Quasi al centro del tunnel c'era l'accesso al Bunker. Esso si sviluppa su tre differenti livelli: piano terra, primo piano ed un piano inferiore dove esistono dei cunicoli ad altezza uomo per far passare i cavi, le strutture e gli impianti. I due livelli principali avevano una forma a otto. Ogni sezione di questa cittadella era suddivisa per classi di sicurezza, dove chi godeva di una classe bassa non era autorizzato ad entrare in una classe superiore. Ad ogni passaggio si trovavano due porte blindate. Al suo interno era sempre attivo un sistema di ventilazione forzata in sovrapressione, in modo tale che la pressione atmosferica all'interno della struttura risultasse leggermente superiore a quella esterna. La base era in grado di far sopravvivere 400 persone per un tempo di 15 giorni. Per tale motivo erano presenti 4 vasche, in grado di conservare 120.000 litri di riserva d'acqua. Era anche dotata di un piccolo eliporto.
Al suo interno si trovavano tutte le comodità che una cittadella doveva avere: cucina, mensa, bar, infermeria, dormitori. Dopo la fine della digitalizzazione e della guerra fredda, visto che molte stanze si erano liberate, fu creata una palestra.
Infine, prima dell'ultima esercitazione per posti comando del 2004, fu dedicata una stanza al parrucchiere.